# Tuân Tức (xã)
Tuân Tức là một xã thuộc huyện Thạnh Trị, tỉnh Sóc Trăng, Việt Nam.

## Địa lý
Xã Tuân Tức nằm ở phía bắc huyện Thạnh Trị, có vị trí địa lý:
- Phía đông giáp xã Lâm Tân và huyện Mỹ Xuyên
- Phía tây xã Thạnh Tân và xã Thạnh Trị
- Phía nam giáp thị trấn Phú Lộc
- Phía bắc giáp xã Lâm Tân và xã Thạnh Tân.

Xã Tuân Tức có diện tích 30,75 km², dân số năm 2022 là 11.848 người, mật độ dân số đạt 385 người/km².

## Hành chính
Xã Tuân Tức được chia thành 5 ấp: Tân Định, Trung Bình, Trung Hòa, Trung Thành, Trung Thống.

## Lịch sử
Địa danh "Tuân Tức" có nguồn gốc từ tiếng Khmer, có nghĩa là "dòng nước dịu êm".
Ngày 21 tháng 4 năm 1979, Hội đồng Chính phủ ban hành Quyết định số 174-CP về việc thành lập xã Thạnh Cường trên cơ sở một phần của xã Tuân Tức.
Ngày 16 tháng 9 năm 1989, Hội đồng Bộ trưởng ban hành Quyết định số 128-HĐBT về việc sáp nhập xã Thạnh Cường vào xã Tuân Tức.
Sau khi phân vạch địa giới hành chính, xã Tuân Tức có 2.883,53 ha diện tích tự nhiên và 6.607 nhân khẩu.